# Isidoro M. Ferry
 Isidoro Martín-Vela Ferry, més conegut com a Isidoro M. Ferry (Barcelona, 1925 - Benidorm, 18 de juliol de 2012) fou un esportista, director i productor de cinema barceloní.

## Biografia
Afeccionat a la natació, es va establir a Benidorm. Es va iniciar com a ajudant de direcció d'Orson Welles a Mister Arkadin (1955), de John Huston a Moby Dick i Michael Anderson a La volta al món en 80 dies (1956). Després va fer alguns documentals relacionats amb l'esport i en 1959, degut a les restriccions sindicals franquistes que patia Marco Ferreri per ser estranger a l'hora de signar el guió i rodar El pisito, es va acreditar com a codirector, encara que de fet fou el productor a través de Documento Films. El fracàs comercial d'aquesta pel·lícula el va empentar a dirigir i produir en solitari dos llargmetratges més, La cara del terror (1962), pel·lícula de terror amb Lisa Gaye (germana de Debra Paget) i Fernando Rey, i la comèdia musical Escala en Hi-fi (1963) amb Arturo Fernández, Cassen i José Rubio, que li van permetre recuperar les pèrdues. El 1968 va rodar el seu darrer llargmetratge Cruzada en el mar, pel·lícula apologètica del franquisme sobre la guerra civil espanyola ambientada en el creuer Baleares i que va passar desapercebuda. El 1976 fou director de fotografia de El límite del amor de Rafael Romero Marchent.
Després va tornar a Benidorm, on es va dedicar a l'exhibició de cinema adquirint les sales cinematogràfiques Nereida i algunes multisales a Finestrat, Torrevella i Ondara. A finals de la dècada del 1990 també va adquirir els minicinemes Astoria d'Alacant.

## Premis
El 1959 va rebre el Premi Jimeno atorgat pel Cercle d'Escriptors Cinematogràfics per El pisito.

## Filmografia

### Documentals
- Un atleta: Manuel Cuadra Salcedo (1958)
- Blume, campeón de Europa (1958)
- Torero (1962)
- Algas marinas y su aprovechamiento (1964)
- Formación de nadadores (1966)
- En un lugar de Levante (1970)

### Ficció
- El pisito (1959)
- La cara del terror (1962)
- Escala en Hi-Fi (1963)
- Cruzada en la mar (1968)